# San Giovanni della Ficozza
San Giovanni della Ficozza, även benämnd S. Iohannes de Ficotia och San Giovanni dei Maroniti, är en dekonsekrerad kyrkobyggnad i Rom, helgad åt Johannes Döparen och aposteln Johannes. Kyrkan är belägen vid Via dei Maroniti i Rione Trevi,. San Giovanni della Ficozza var de libanesiska maroniternas nationalkyrka. Tillnamnet ”Ficozza” syftar på den romerska adelsfamiljen de Ficocciis som residerade i området.

## Kyrkans historia
Det är inte känt när denna kyrka grundades, men den omnämns i ett dokument från den 23 september 1199, bevarat i arkivet vid San Silvestro in Capite: ”domus cum orticello suo post se, posita in regione Trivii prope ecclesiam S. Ioannis de Ficoccia”. Enligt en uppgift uppfördes kyrkan av en viss Cecco Ficoccia. Kyrkan var en filial till San Marcello al Corso, men den blev en egen församlingskyrka under senmedeltiden. Familjen de Ficocciis donerade medel för renoveringar 1224 och 1409.
Påve Gregorius XIII lät 1584 grunda ett college för det maronitiska prästerskapet i anslutning till kyrkan.Senare blev kyrkan maroniternas nationalkyrka i Rom. En inskription i kyrkan löd: VENI DE LIBANO SPONSA MEA ET CORONABERIS (”Kom från Libanon, min brud, och du skall bli krönt”. År 1700 företogs en restaurering.
Byggnadskomplexet skadades i samband med den franska ockupationen 1798 och plundrades av franska soldater 1808. Kyrkan återkonsekrerades 1864 av påve Pius IX, men endast nio år senare exproprierades komplexet av den italienska staten. Denna överlät 1878 lokalerna åt det polsk-slovenska prästseminariet (Pontificio Collegio Polacco). Detta seminarium hade tidigare varit beläget vid Via della Salara Vecchia vid Forum Romanum. Polackerna ändrade kyrkans dedikation till San Giovanni Canzio, det vill säga den helige Johannes av Kęty, en polsk filosof och teolog. Det polska seminariet förblev på denna plats till 1936, då byggnaderna ansågs för begränsade för dess behov. Idag residerar det polska seminariet vid Piazza Remuria på Lilla Aventinen.
Kyrkan San Giovanni della Ficozza dekonsekrerades och användes först som garage och därefter som nattkafé. Sedan 1998 huserar restaurangen Sacro e Profano ("Heligt och Profant") i den forna kyrkobyggnaden.

## Kyrkans exteriör
Kyrkan har inte någon egentlig fasad. I exteriören märks en kolossal pilaster i byggnadens hörn och ett stort fönster med omramning i barockstil. Ovanför ingången satt tidigare en Mariabild i stuck från 1400-talet.

## Kyrkans interiör
Den ursprungliga högaltarmålningen visade Jungfru Maria med de heliga Johannes Evangelisten och Markus, utförd av Filippo Azzurrini. Senare pryddes högaltaret av ett polskt verk från 1800-talet som framställde Jungfru Maria med de heliga Johannes av Kęty, Stanislaus, Adalbert av Prag och Kasimir. Det högra sidokapellet var invigt åt Jungfru Maria och hade en staty föreställande henne. I det vänstra sidokapellet stod statyn Ecce Homo. Åtskilliga av kyrkans fresker finns kvar, bland annat i taket och triumfbågen.
Enligt Filippo Titi, italiensk apostolisk pronotarie och konsthistoriker, fanns i kyrkan en målning föreställande den unge Johannes Döparen (San Giovannino), som först ansågs vara utförd av Rafael, men som visade sig vara ett verk av Giulio Romano.
Utgrävningar under kyrkan under 1960-talet bringade i dagen ett domus, det vill säga ett romerskt bostadshus från 200-300-talen, samt tabernae, små butiker. Man har även påträffat rester av två gator belagda med kiselsten.

## Bilder

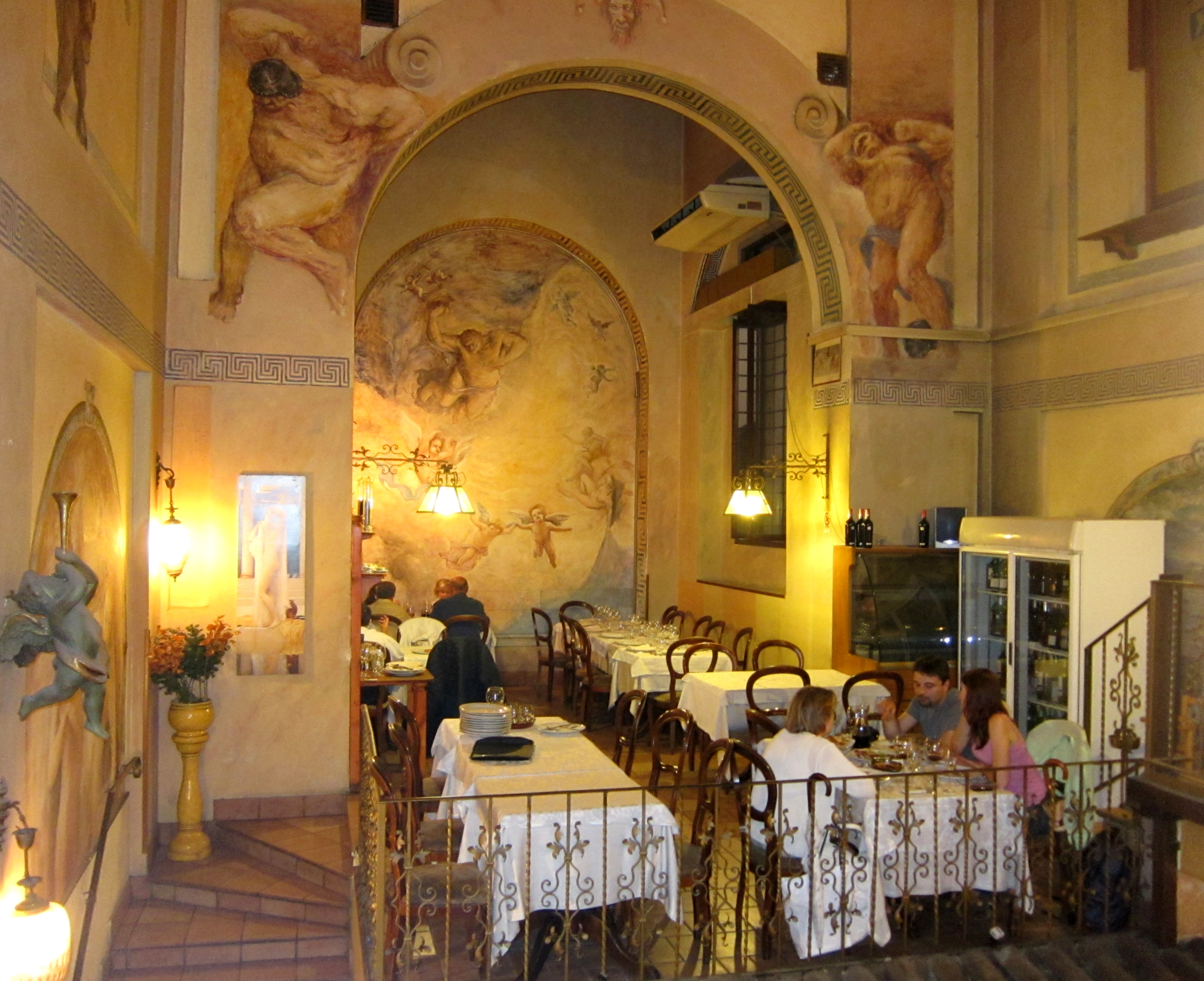
Den forna kyrkobyggnadens interiör som numera hyser restaurangen Sacro e Profano.